# Стихира
Стихира (грч. στιχηρόν многостишје - песма од много стихова) јесте православна црквена песма која се састоји од више строфа преузетих из других песама, најшечће из псалма, јеванђеља, Дела апостолских, поређаних у богослужбеном поретку.
Тема стихара је је светитељ или празник који се тога дана обележава. Стихови су углавном певају на једноставне мелодијске формуле.